# Villabraz (kommunhuvudort)
Villabraz är en kommunhuvudort i Spanien.   Den ligger i provinsen Provincia de León och regionen Kastilien och Leon, i den norra delen av landet, 250 km nordväst om huvudstaden Madrid. Villabraz ligger 847 meter över havet och antalet invånare är 141.
Terrängen runt Villabraz är huvudsakligen platt. Villabraz ligger uppe på en höjd. Runt Villabraz är det glesbefolkat, med 11 invånare per kvadratkilometer. Närmaste större samhälle är Valencia de Don Juan, 7,9 km nordväst om Villabraz. Trakten runt Villabraz består till största delen av jordbruksmark.